# Needing You...
Needing You... es una película de comedia romántica de Hong Kong de 2000, producida y dirigida por Johnnie To y Wai Ka-fai, protagonizada por Andy Lau y Sammi Cheng.
Needing You... es la primera película producida por One Hundred Years of Film, una subsidiaria de China Star Entertainment Group.

## Trama
Kinki Kwok (Sammi Cheng) es una oficinista algo despistada en una empresa de electrónica, que no tiene suerte con el amor por diversos motivos que se le escapan. Su novio, Dan (Gabriel Harrison), la engaña y la trata como si fuera una persona de menor estrato social. Sufre ataques de limpieza patológica bajo estrés emocional. Su lugar de trabajo está lleno de chismosos que constantemente buscan eludir el trabajo y que normalmente especulan sobre ella.
Andy Lau interpreta a Andy Cheung, el director de su departamento y uno de los personajes principales. Un soltero mujeriego que tiene que luchar contra la politiquería en la oficina en la cima, llega a apreciar la ética de trabajo y el buen carácter de Kinki como una rareza en la empresa, esto debido al carácter tóxico de su ambiente.
Después de que Kinki ayudó a Andy a calmar una situación laboral difícil, Andy se ofrece a ayudar a su subordinada en su vida amorosa privada. Conspira con Kinki para vengarse de Dan, su novio mujeriego. En el proceso, los dos se dan cuenta de que pueden albergar sentimientos románticos el uno por el otro debido a diversas circunstancias que los unen en cuanto a intereses personales o hobbys en común.
El antiguo amor de Andy, Fiona (Fiona Leung), intenta intervenir, tratando de conectar a Kinki con el joven multimillonario de Internet Roger (Raymond Wong ). Aunque a Kinki no le gusta Roger, se da cuenta de que Andy muestra ataques de inquietud y celos que la agradan.

## Recepción

### Recaudación
Durante la caída de la industria cinematográfica de Hong Kong a finales de la década de 1990, Needing You... recaudó 6,5 millones de dólares de Hong Kong durante sus primeros tres días de estreno en Hong Kong, y acumuló un total de 35 millones de dólares de Hong Kong sólo en Hong Kong, rivalizando con la película estadounidense de  John Woo, Misión: Imposible 2, que se proyectó durante el mismo período en Hong Kong y triunfó sobre todas las demás películas de Hong Kong proyectadas en los últimos años. Ese mismo año, Summer Holiday ganó 21 millones de dólares de Hong Kong, ocupando el segundo lugar entre las películas locales más vendidas después de Needing You... en Hong Kong, siendo un hito para aquella productora.

## Elenco
- Andy Lau como Andy Cheung
- Sammi Cheng como Kinki Kwok
- Fiona Leung como Fiona Yu
- Raymond Wong como Roger Young
- Hui Shiu-hung como Ronald
- Florence Kwok como Kitty
- Lam Suet como Martín
- Henry Yu como el padre de Roger
- Sylvia Lai como la madre de Roger
- Gabriel Harrison como Dan
- Andy Tse como el Sr.Fu
- May Fu como Grace
- Inglés Kwok
- Vanessa Chu como la hermana de Kinki
- Teresa Lam